# Louis Hachette Group
Ne doit pas être confondu avec Hachette Livre ou Hachette Filipacchi Médias.
Louis Hachette Group est un holding français spécialisé dans l'édition, les publications périodiques, les médias et la distribution créé en 2024 et contrôlé par l'homme d'affaires français Vincent Bolloré.
Issue du projet de scission de Vivendi, la nouvelle entité indépendante détient près de 66,53 % de Lagardère (Hachette Livre, Relay, Le Journal du dimanche, Europe 1, etc.) ainsi que 100 % de Prisma Media (Voici, Femme actuelle, Geo, Télé-Loisirs, Capital, etc.).
Premier éditeur de France depuis 2004 et 6e groupe mondial d'édition, Louis Hachette Group trouve ses origines dans le groupe d'édition Hachette, fondé par Louis Hachette en 1826 après l'achat de la librairie parisienne Brédif.

## Historique
En décembre 2023, Vivendi annonce réaliser une étude de faisabilité concernant un projet de scission de ses activités en 4 entités : Canal+, Havas, une société d'édition et de distribution (regroupant Lagardère et Prisma Media), et une société d'investissement.
Le 29 octobre 2024, la nouvelle entité Louis Hachette Group est créée. Le 30 octobre 2024, Vivendi et la nouvelle entité Louis Hachette Group ont conclu un traité de scission partielle, permettant à Louis Hachette Group de détenir une participation de 66,53 % dans Lagardère et de 100 % dans Prisma Media en cas d'un vote favorable des actionnaires de Vivendi. Le même jour, le conseil de surveillance de Vivendi annonce que les résolutions de scission de groupe seront soumises au vote des actionnaires lors de l'assemblée générale mixte le 9 décembre 2024,. La navigatrice et femme politique Maud Fontenoy, membre du conseil de surveillance de Vivendi depuis 2022, a été désignée administratrice de Louis Hachette Group sous condition de l’approbation de la scission partielle par l'assemblée générale mixte de Vivendi le 9 décembre 2024.

## Activités
Les activités détenues par Louis Hachette Group se déclinent au sein de deux principales entités :
- Lagardère SA
  - Hachette Livre (édition)
    - Hachette Book Group (ex-Time Warner Book Group)
    - Hachette Jeunesse
    - Orion Publishing Group
    - Armand Colin
    - Grasset
    - Hatier
    - Larousse
    - Fayard
    - JC Lattès
    - Calmann-Levy
    - Dunod
    - etc.

  - Lagardère Travel Retail (commerces des gares et des aéroports)
    - Relay
    - etc.

  - Lagardère News (médias)
    - Le Journal du dimanche et ses suppléments Le JDNews et le JDMag[14]
    - et la licence Elle

  - Lagardère Radio 
    - Europe 1
    - Europe 2
    - et RFM

  - Lagardère Live Entertainment (divertissement)
    - Casino de Paris, Arkéa Arena et Folies Bergère.

  - Lagardère Paris Racing : club de sports[15]
- Prisma Media
  - Femme actuelle
  - Télé-Loisirs
  - Prima
  - Voici
  - Gala
  - Geo (France)
  - Ça m'intéresse
  - National Geographic (France)
  - Neon
  - Capital
  - Management
  - Harvard Business Review France
  - Simone

## Principaux actionnaires
Au 31 décembre 2024, après scission partielle de Vivendi :
| Famille Bolloré (Groupe Bolloré, Compagnie de l'Odet, Vincent Bolloré, Cyrille Bolloré et Sébastien Bolloré) | 31,04 % |
| Arnaud Lagardère                                                                                             | 8,61 %  |
| Public | 60,35 % |

## Gouvernance

### Management
Jean-Christophe Thiery : Président-Directeur Général de Louis Hachette Group
Grégoire Castaing : Directeur Général Délégué de Louis Hachette Group

### Conseil d'Administration
Jean-Christophe Thiery : Président du Conseil d’Administration
Arnaud Lagardère : Vice-Président du Conseil d'Administration
Yannick Bolloré : administrateur
Sophie Chassat : administratrice indépendante
Maud Fontenoy : administratrice indépendante
Arnaud de Puyfontaine : administrateur